# Black and White (film 1913 Henderson)
Black and White è un cortometraggio muto del 1913 diretto da Dell Henderson.

## Produzione
Il film fu prodotto dalla Biograph Company.

## Distribuzione
Distribuito dalla General Film Company, il film - un cortometraggio di 160 metri - uscì nelle sale cinematografiche statunitensi il 28 agosto 1913.
Nelle proiezioni, veniva programmato con il sistema dello split reel, accorpato in un'unica bobina con un altro cortometraggio prodotto dalla Biograph, la commedia Objections Overruled.
Non si conoscono copie ancora esistenti della pellicola che viene considerata presumibilmente perduta.